# Clément-Bayard
SA des Établissements Clément-Bayard byl francouzský výrobce automobilů. Společnost se ale zabývala i výrobou letadel a vzducholodí. Firma Clément-Bayard patří mezi francouzské průkopníky ve výrobě leteckých motorů a vzducholodí, první let jejího letadla se uskutečnil v roce 1908. Clément-Bayard také jako první na větě vyráběl letadla sériově.

## Historie firmy
Společnost vznikla v roce 1903 v Levallois-Perret jako nástupce firmy Clément & Cie. Jméno Bayard, které přidal i ke svému jménu, zvolil zakladatel Adolphe Clément po smrti svého syna Alberta na počest rytíře Pierre Terrail de Bayarda, který v roce 1521 zachránil město Mézières při obléhání říšskými vojsky Karla V. Socha tohoto rytíře stála přímo před továrnou v Mézières a byla také zapracována do loga firmy. V roce 1908 začala firma Astra Clément-Bayard vyrábět vzducholodě v nové továrně v La Motte-Breuil.
Na začátku roku 1914 Adolphe Clément-Bayard firmu opustil. Převzal ji jeho syn Maurice, ale důsledky první světové války pro ni byly katastrofální. Továrna La Macérienne v Mézières byla obsazena postupující německou armádou a strojní zařízení bylo posláno do Německa. Kovárny i slévárna byly zničeny. Prázdné budovy sloužily jako kryté jízdárny pro německé důstojníky. Výroba automobilů v Levallois-Perret byla přerušena, továrna přešla k válečné výrobě vojenských vozidel, leteckých motorů, vzducholodí a letadel.
V roce 1922 byla výroba zastavena a tovární prostory prodány koncernu Citroën.

## Vozidla

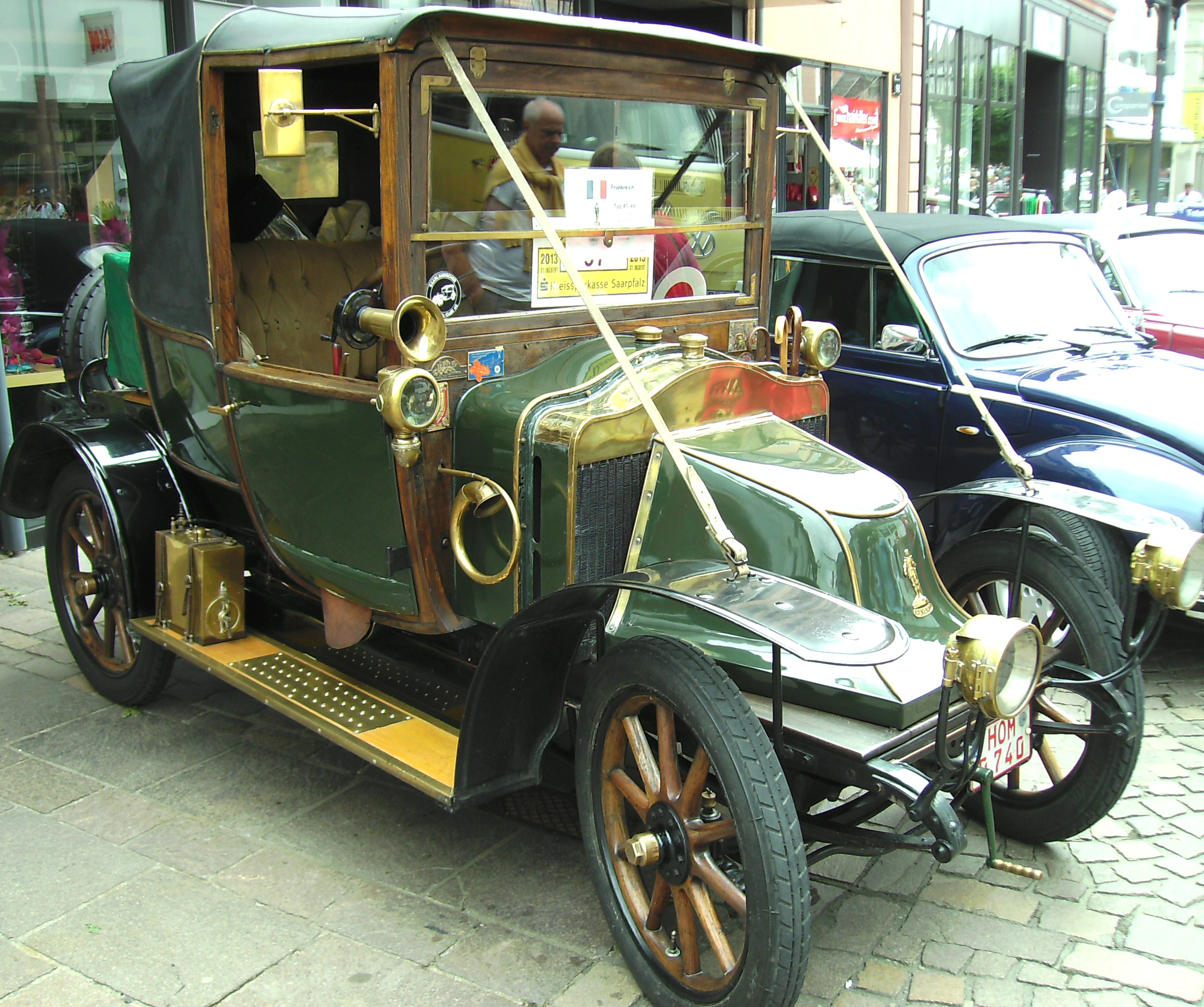
Clément-Bayard (Perret) 4C-4A (1907)

Zpočátku firma vyráběla modely 6 CV s jednoválcovými motory, 7 CV s dvouválci a také čtyřválcové typy 14 CV, 20 CV a 27 CV. Vyráběla i závodní vozy s motory o objemu 13 963 a 16 286 cm³. V roce 1905 byl představen typ 8/10 CV s dvouválcovým motorem a v roce 1907 následovaly čtyřválcové modely 10/12 CV, 35/45 CV a 50/60 CV. V roce 1904 vyrobila firma Clément-Bayard v Levallois-Perret 1800 automobilů a v roce 1907 už 3000 vozů. Zaměstnávala až 4000 dělníků. Výrobní program zahrnoval několik typů kvalitních a luxusních vozů, od malých dvoumístných s dvouválci o výkonu 8-10 koní až po velké vozy se čtyřválci o výkonu 50-60 koní, s maximální rychlostí 60 km/h.
V roce 1911 vznikly typy 15 CV a 20 CV, osazené šestiválcovými motory. V roce 1912 byl představen malý automobil 7 CV s dvouválcovým motorem. Od roku 1914 byly kromě toho vyráběny modely 30 CV s šestiválcovým motorem a 20 CV Knight se čtyřválcem s šoupátkovým rozvodem systému Knight. V roce 1915 uvedla firma na trh čtyřválcový typ 8 CV. Posledním modelem byl vůz 17,9 CV (12 CV), vyráběný od roku 1919 až do zániku firmy v roce 1922.
Vozy značky Clément-Bayard se od roku 1904 účastnily mnoha automobilových závodů. Členy továrního týmu byli Albert Clément, Jacques Guders, Rene Hanriot, Marc-Philippe Villemain, 'Carlès', „De la Touloubre“, A. Villemain, a Pierre Garcet. Albert Clément při Grand Prix Francie 1906 dojel třetí za Ferencem Sziszem a Felice Nazzarem. S vozy značky jezdili také Elliott Shepard, Victor Rigal, Jean Chassagne nebo Fernand Gabriel.
Po smrti Alberta Clémenta při tréninku na Grand Prix Francie 1907 v Dieppe se ale ze závodů koncem roku 1908 stáhla.
Dochované vozy značky jsou ve sbírkách několika muzeí automobilů.

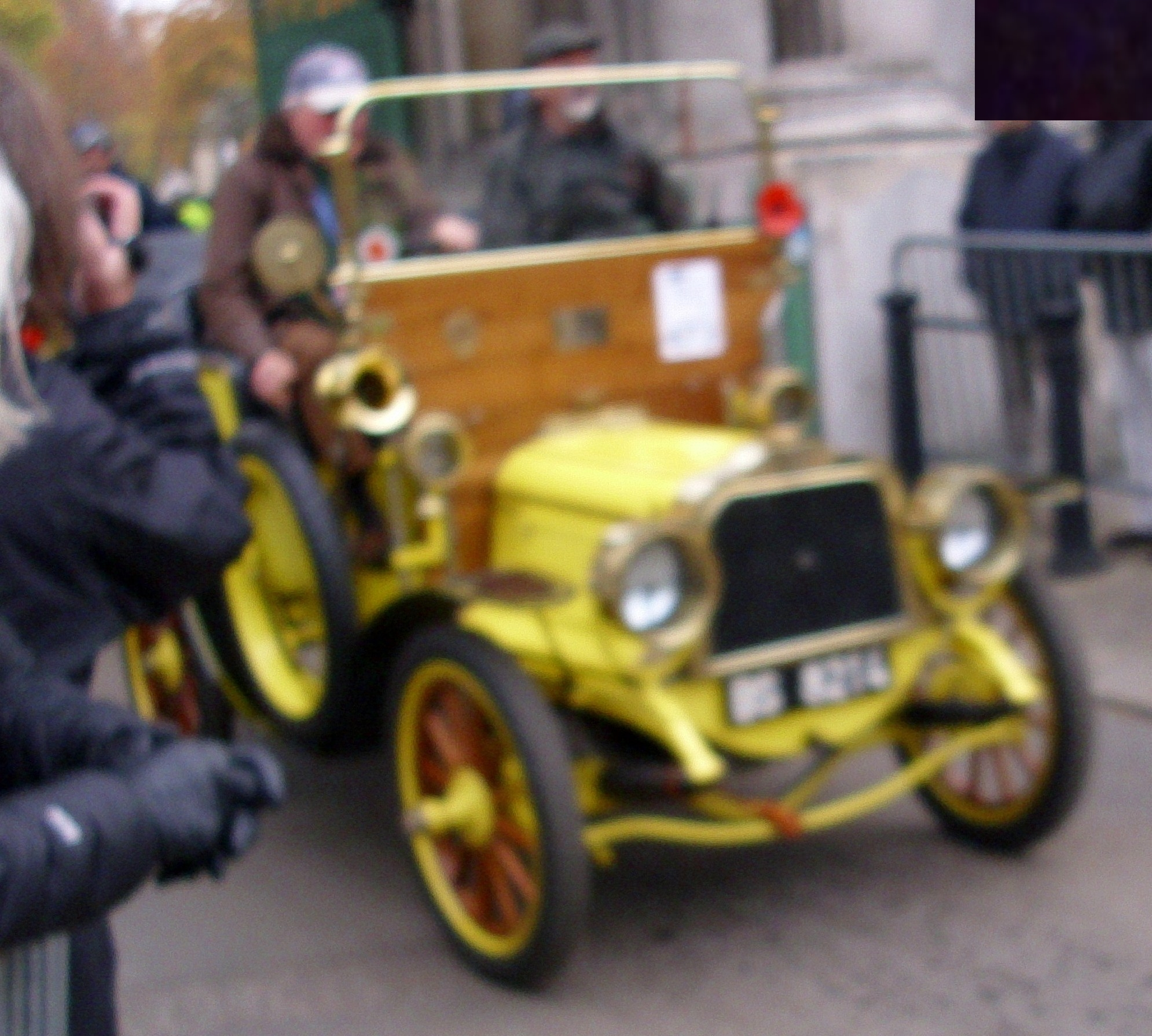
Clément-Bayard (1904)
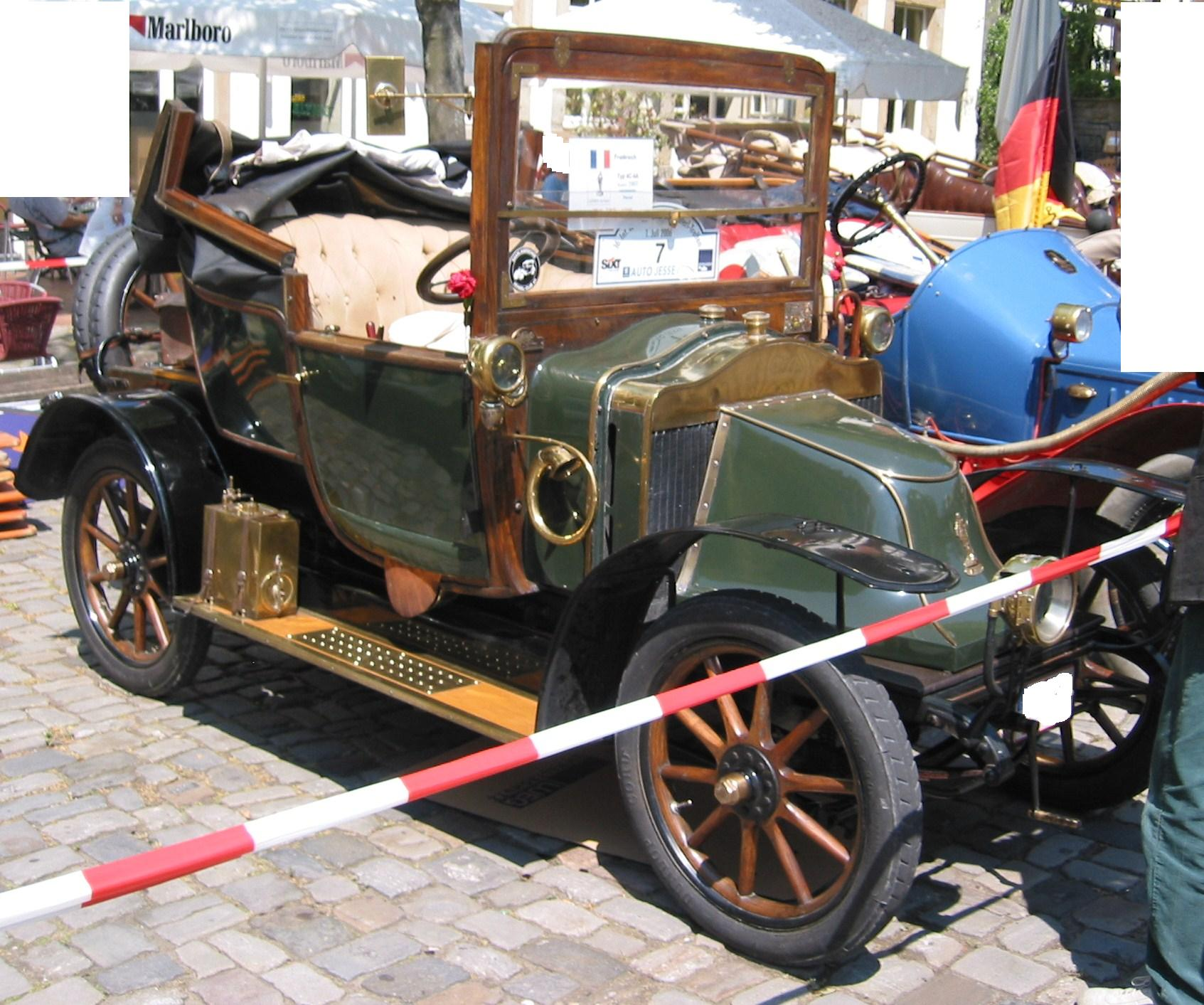
Clément-Bayard (1907)
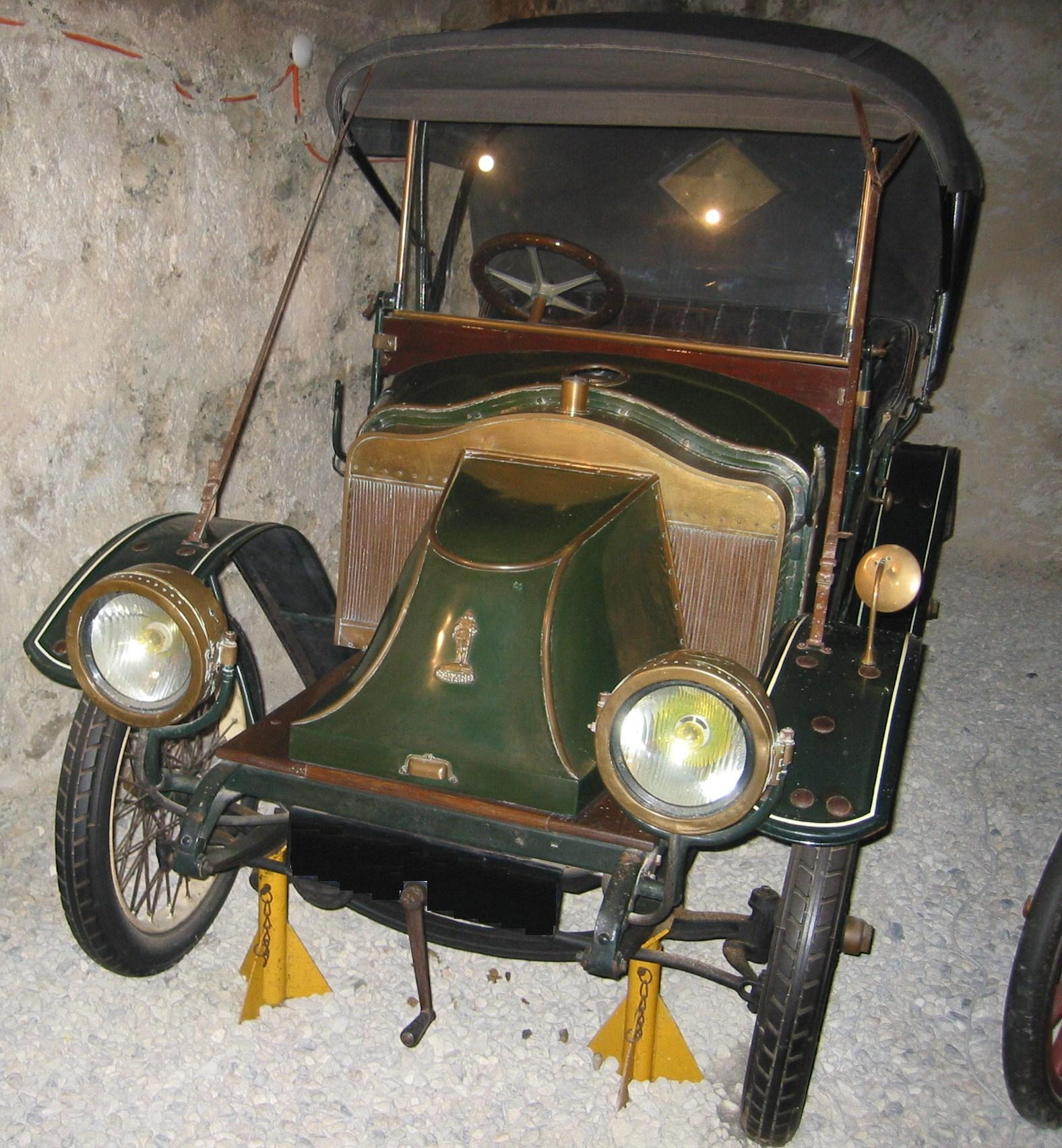
Clément-Bayard (1909)
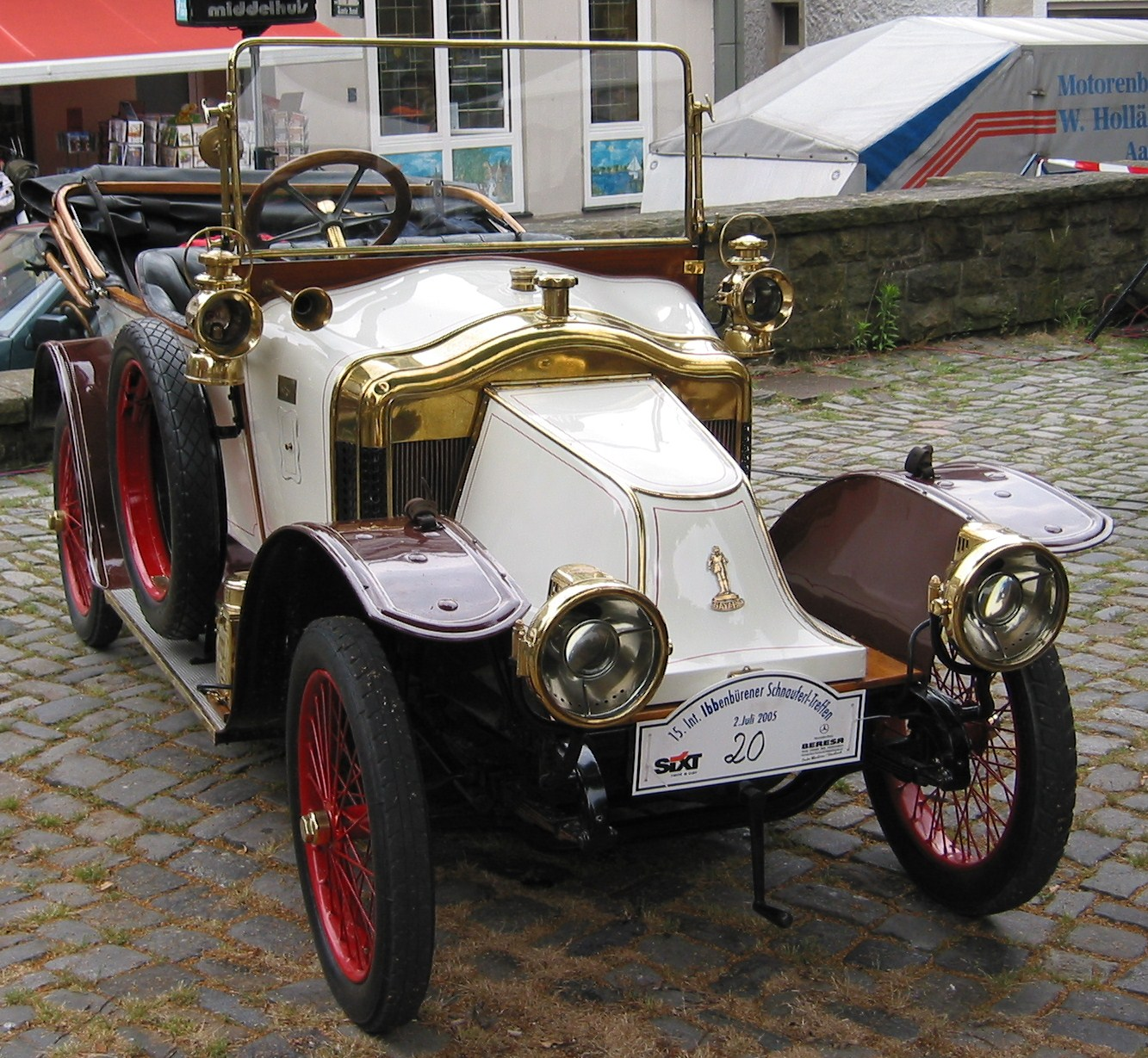
Clément-Bayard (1910)

## Letadla

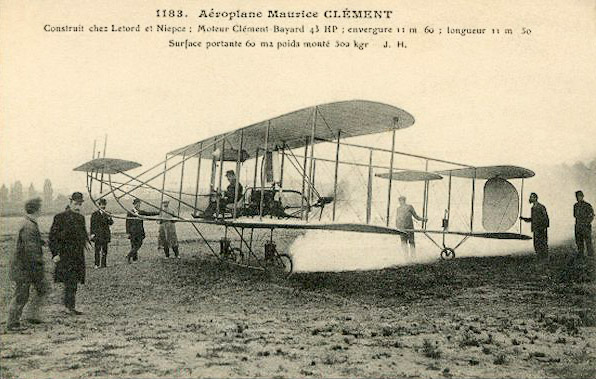
Maurice Clement v dvouplošníku Clement Bayard 1908

Clément-Bayard byl jedním z prvních francouzských výrobců leteckých motorů a letadel, první let stroje s motorem firmy se uskutečnil v roce 1908. Společnost také jako první na světě vyráběla letadla sériově.
Společnost spolupracovala s Louisem Capazzou na výrobě lentikulárního kluzáku (planeur) Bayard-Clément, který byl představen v magazínu L'Aérophile 15. května 1908. Nikdy se však nevyráběl.
Začala také v roce spolupracovat s Alberto Santos-Dumontem na stavbě jeho jednoplošníku Demoiselle No 19, který navrhl pro účast v závodě Coupe d'Aviation Ernest Archdeacon vypsaném francouzským aeroklubem. Letoun byl malý a stabilní. Bylo plánováno vyrábět 100 jednotek ročně, vyrobeno bylo asi 50 kusů. Prodáno bylo jen 15 draků za 7500 franků. Šlo o první sériově vyráběný letoun na světě. Od roku 1909 byl nabízen s možností výběru ze 3 motorů: Clément o výkonu 20 koní; čtyřválec Wright o výkonu 30 koní (firma Clément-Bayard měla licenci pro výrobu motorů Wright); a Clément-Bayard o výkonu 40 koní, navržený Pierre Clergetem. Letadlo dosahovalo rychlosti 120 km/h.
Pierre Clerget navrhl celou řadu motorů Clément-Bayard zahrnující sedmiválcový hvězdicový přeplňovaný motor, čtyřválec o výkonu 40 koní užívaný v Demoiselle, čtyřválcový motor o výkonu 100 koní užívaný jednoplošníky Hanriot Etrich a vidlicový motor V8 o výkonu 200 koní pro vzducholodě.

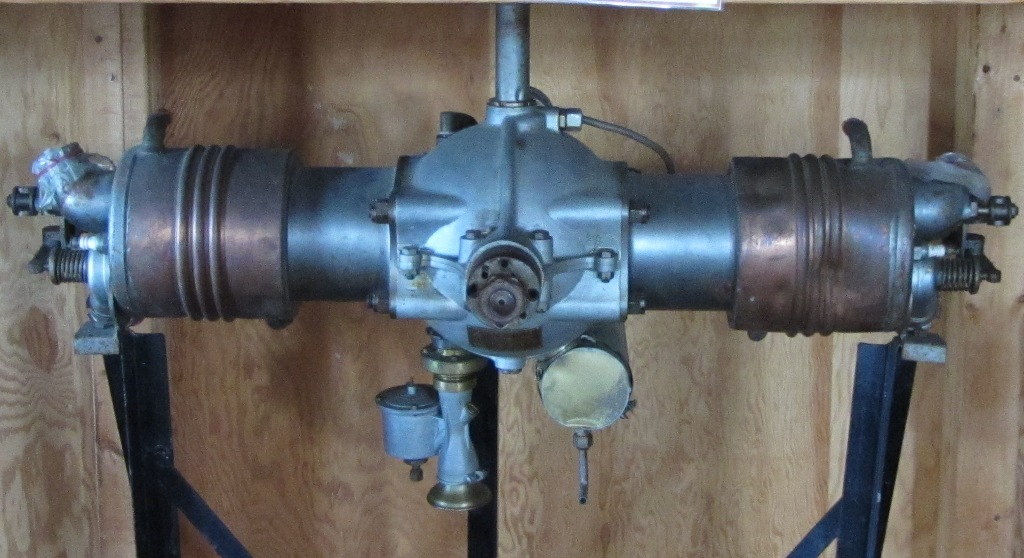
Dvouválcový motor Clément-Bayard

V roce 1910 vznikl jednoplošník Clément-Bayard Monoplane No. 1, byl předveden na pařížské letecké show. Jean Chassagne, který se podílel na jeho vývoji i testování, se s ním úspěšně účastnil mnoha tehdejších soutěží ve vytrvalosti, rychlosti i dostupu. Od roku 1912 vyráběl Clément-Bayard dvouplošník a tři různé modely s horizontálně uloženými motory s protiběžnými písty.
V listopadu 1912 byl představen Clement-Bayard Monoplane No. 5. Poháněl jej sedmiválcový hvězdicový motor Gnome o výkonu 70 koní (52 kW). Pilot seděl v kokpitu tvaru vany z hliníku a kůže.
V roce 1913 byl jako součást vojenského projektu představen třímístný dvouplošník Clement-Bayard No. 6. Dva pozorovatelé seděli vpředu před pilotem, stroj byl poháněn buď firemním čtyřválcem o výkonu 100 koní (75 kW) nebo čtyřválcem Gnome.
V roce 1914 vyráběla firma Clément-Bayard ocelové průzkumné jednoplošníky poháněné motory Gnome et Rhône o výkonu 80 koní (60 kW) nebo 100 koní (75 kW). Měl pancéřování z plátů niklové oceli, které mělo chránit pilota před palbou z pušek.

## Vzducholodě

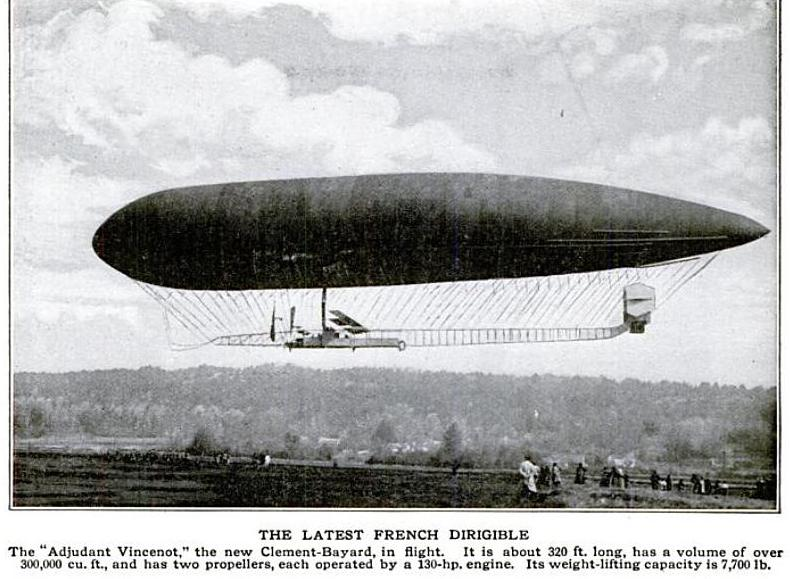
Clément-Bayard No 1, Adjudant Vincenot (asi 1910). obrázek z časopisu Popular Mechanics 1910

V roce 1908 začala firma Astra Clément-Bayard s výrobou vzducholodí v nové továrně v La Motte-Breuil v reakci na požadavky francouzské armády. Vzducholoď Clément-Bayard No.1 nabídla společnost francouzské vládě, pro ni však byla příliš drahá a vzducholoď tak pro ruskou armádu koupil ruský car Mikuláš II.
V roce 1910 přeletěla vzducholoď Clément-Bayard No.2, kterou řídil Maurice Clément, jako první kanál La Manche. Za šest hodin překonala trasu více než 380 km. Francouzská armáda objednala 3 kusy.
O původní hangár v La Motte-Breuil se stará společnost Clément-Talbot Ltd.
Celkem bylo dokončeno sedm vzducholodí Clément-Bayard.
- N° 1 – 56,25 metrů dlouhá, 10,58 m široká, objem 3500 m³, poháněná dvěma motory Clément Bayard o výkonu 115 koní. První let se uskutečnil 28. října 1908.[8]
- N° 2 – 76,50 m dlouhá, 13,22 m široká, 7000 m³, poháněná dvěma motory Clément Bayard o výkonu 120 koní. Nejvyšší rychlost 54 km/h. První let se uskutečnil 1. června 1910.[17]
- N° 3 Dupuy de Lôme – 89 metrů dlouhá, 13,5 m široká, objem 9000 m³, poháněna dvěma motory Clément Bayard 120 k. První let se uskutečnil 1. května 1912.[17]
- N° 4 Adjudant Vincenot – 88,5 metrů dlouhá, 13,5 m široká, objem 9800 m³, poháněna dvěma motory Clément Bayard 120 k. Maximální rychlost 49 km/h. První let v roce 1911.[17]
- upravená Adjudant Vincenot – 87,3 m dlouhá, 13,5 m široká, 9800 m³, poháněna dvěma motory Clément Bayard 120 k. Maximální rychlost 53 km/h. První let 13. srpna 1913.[17]
- N° 5 – dodána do Ruska – 86 m dlouhá, 13,5 m široká, 9600 m³, poháněna dvěma motory Clément Bayard 130 k. První let uskutečněn 9. února 1913.[17]
- Montgolfiéra – 73,5 m dlouhá, 12,2 metrů široká, objem 6500 m³, poháněna dvěma motory Clément Bayard o výkonu 90 koní. Maximální rychlost 60 km/h. První let uskutečněn 31. července 1913.[17]